# Bata, Arad
Bata este satul de reședință al comunei cu același nume din județul Arad, Banat, România.
Localitatea Bata se află situată în zona de contact a Podișului Lipovei cu lunca Mureșului, respectiv în culoarul Brănișca-Păuliș, la o distanță de 67 km față de municipiul Arad.

## Istoric
Prima atestare documentară a localității Bata datează din anul 1367.

## Economia
Economia localității cunoaște în prezent o dinamică puternică, cu creșteri semnificative semnalate în toate sectoarele de
activitate.

## Turism
Bata poate deveni și un areal de atracție turistică prin punerea în valoare a potențialului antropic și natural de care
dispune. Dintre cele mai importante obiective turistice se pot aminti ruinele unei abații din secolul al XIII-lea.
În cimitirul satului este mormântul generalului revoluționar maghiar Gaál László (neconfirmat), decedat aici în 1850, pe vremea
când se afla în refugiu. Deasupra mormântului se înalță un monument de marmură ridicat în anul 1883.